# Kalderash
Kalderash là một nhánh người Romani chủ yếu định cư ở khu vực Bessarabia.

## Từ nguyên
Thực tế sắc tộc này tự gọi mình là Kalderash, nhưng thường được định danh trong các văn bản hành chính România và Moldova là Căldărari. Từ này sau biến thể thành Kalderás (Hungary), Калдараш (Bulgaria), Kalderaš (Serko), Котляри (Ukraina), Кэлдэрары (Nga)... tùy khu cư trú. Nguyên ủy, Kalderash phát xuất từ nghĩa Latin hoặc Hi Lạp là Caldāria hay Καρδάρι, chỉ cái vạc kim loại của nhà bếp. Điều này được cho là liên hệ nghề thợ bếp hoặc thợ hàn mà đại đa số người Kalderash theo từ lâu.

## Lịch sử

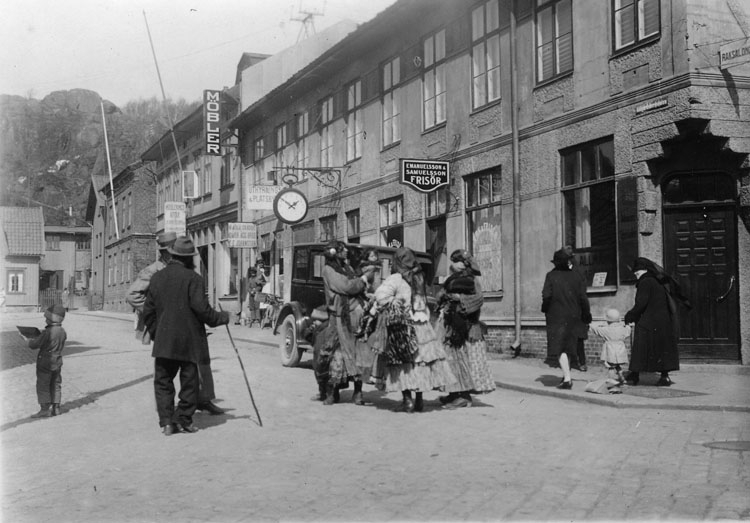
Người Kalderash ở Uddevalla (Thụy Điển) năm 1910.

Ở hậu kì trung đại, đặc biệt sau nạn dịch hạch tàn phá đa số Âu châu, cộng đồng Kalderash bắt đầu xuất hiện tại nơi ngày nay là Bessarabia với chừng vài chục người có tổ tiên ít nhiều là dân Romani đã kết hôn với người các sắc tộc khác. Họ thuộc những nhóm ăn mày bị dịch bệnh và nạn đói hành hạ phải di chuyển liên tục khỏi nơi cư trú, sau đó tụ lại ở Bessarabia khi tình hình dần ổn định.
Trong khoảng hai thế kỷ sau, cái tên Kalderash dần trở nên phổ biến và cộng đồng này lớn mạnh theo đà phát triển của xã hội Trung Âu. Cho đến cận đại, các nhóm Kalderash lại tách ra và hấp thụ thêm nhiều bản sắc mới. Về cơ bản, người Kalderash tập trung đông nhất tại nơi ngày nay là các quốc gia România, Moldova, Ukraina. Dưới chính thể Soviet, người Kalderash bị gom chung vào dân tộc Tsygan trong các phát ngôn truyền thông - chính trị, điều này chỉ thực sự lay chuyển khi các công trình nghiên cứu sinh trắc học làm biến đổi nhận thức của chính quyền và dân chúng. Kể từ đầu thập niên 2000, Kalderash được công nhận là một sắc tộc ngang hàng với tộc Romani, cho dù trước đây là tiền thân của họ.

## Văn hóa
Ngôn ngữ Kalderash nhìn chung vẫn thông hiểu được với mọi nhóm Romani khác, nhưng phong tục đã khác hẳn. Thí dụ, trong khi người Romani hầu như chưa bỏ thói quen du canh du cư thì người Kalderash đã chọn cư trú vĩnh viễn tại lưu vực hạ Danube và hòa nhập với dân bản địa về phong tục tập quán.
Mặc khác, do tiếp thu ảnh hưởng của văn hóa Đông Âu, người Kalderash có tập quán đính hôn rất sớm, hoàn toàn không giống tộc chính Romani. Hôn sự cũng do phụ huynh sắp đặt, thường là chọn giữa con cái các gia đình sống gần nhau để nương tựa về kinh tế, tuy nhiên đính ước không cho phép cô dâu chú rể ở cạnh nhau, phải đợi đến ngày trưởng thành.
Về tín ngưỡng, ban đầu người Kalderash vẫn theo linh vật giáo như mọi cộng đồng Romani, đến nay hầu hết đều thuộc Cơ Đốc giáo (gồm Chính Thống giáo, Công giáo, Tin Lành).
Trình độ văn hóa chung của dân Kalderash rất thấp, nhưng đây đó trong lịch sử vẫn có những người Kalderash thành danh về tri thức, như:
- Ronald Lee - văn sĩ Canada
- Matéo Maximoff - văn sĩ Pháp
- Anton Pann - nhạc sĩ România
- Katarina Taikon - văn sĩ Thụy Điển
- Rosa Taikon - thợ kim hoàn Thụy Điển

### Tư liệu
- Этнические группы цыган Lưu trữ ngày 13 tháng 11 năm 2012 tại Wayback Machine
- Цыгане в Латинской Америке Lưu trữ ngày 11 tháng 1 năm 2019 tại Wayback Machine
- История и этническое самосознание пермских цыган-кэлдэраров// Черных А. В. Цыгане г. Перми: Очерки этнографии цыганского табора. — Пермь: Пермский государственный университет, 2003. — 66 с. Lưu trữ ngày 15 tháng 6 năm 2020 tại Wayback Machine
- Кэлдэрары за рубежом Lưu trữ ngày 19 tháng 2 năm 2020 tại Wayback Machine
- Через открытую границу Lưu trữ ngày 20 tháng 2 năm 2020 tại Wayback Machine
- Кэлдэрарский мужской костюм
- Цыгане в большом городе
- Смирнова-Сеславинская М. В., Цветков Г. Н. Антропология социокультурного развития цыганского населения России. — М.: ФГУ ФИРО, 2011. — 130 с.
- Кулаева С. Цыгане-кэлдэрари на Северо-Западе[liên kết hỏng]
- Бессонов Н. Цыгане шумною толпою